# Championnat du Maroc féminin de football 2021-2022
Navigation
Édition précédente Édition suivante
La saison 2021-2022 du Championnat du Maroc féminin de football est la vingtième saison du championnat. L'AS FAR de Rabat, tenant du titre, remet sa couronne en jeu. La compétition a débuté le 23 octobre 2021. C'est la deuxième édition professionnelle du championnat féminin.

## Participants
| \| Sahara occidental: · Municipale Laâyoune Chabab Atlas Khénifra Itehad Tanger Jawharat Najm Larache Raja Aïn Harrouda Raja Aït Iazza Chabab Mohammédia Assa Zag ASFAR Club Sportif Atlas 05 Olympique Khouribga Aïn Atiq Témara Nassim Sidi Moumen SC Casablanca \| Localisation des clubs engagés dans le championnat. |
| Sahara occidental: · Municipale Laâyoune Chabab Atlas Khénifra Itehad Tanger Jawharat Najm Larache Raja Aïn Harrouda Raja Aït Iazza Chabab Mohammédia Assa Zag ASFAR Club Sportif Atlas 05 Olympique Khouribga Aïn Atiq Témara Nassim Sidi Moumen SC Casablanca                                                           |

| Nom du club                                                                  | Ville          | Palmarès                                           |
| ---------------------------------------------------------------------------- | -------------- | -------------------------------------------------- |
| Chabab Atlas Khénifra                                                        | Khénifra       |                                                    |
| Association Club Itehad Tanger de Football Féminin                           | Tanger         |                                                    |
| Jawharat Najm Larache                                                        | Larache        |                                                    |
| Association Municipale Féminine du Football Laâyoune                         | Laâyoune       | 4 (2010, 2011, 2012, 2015)                         |
| Raja Ait Iazza                                                               | Aït Iaâza      |                                                    |
| Raja Aïn Harrouda                                                            | Aïn Harrouda   | 1 (2009)                                           |
| Association Union Sportive Féminin Assa Zag                                  | Assa           |                                                    |
| Association Sportive des Forces Armées Royales                               | Rabat          | 8 (2013, 2014, 2016, 2017, 2018, 2019, 2020, 2021) |
| Club Sportif Atlas 05                                                        | Fkih Ben Salah |                                                    |
| Olympique Club de Khouribga                                                  | Khouribga      |                                                    |
| Association de Solidarité pour le Développement Sportif et Culturel Ain Atiq | Témara         |                                                    |
| Nassim Sidi Moumen                                                           | Casablanca     |                                                    |
| Chabab Mohammédia                                                            | Mohammédia     |                                                    |
| Sporting Club Casablanca                                                     | Casablanca     |                                                    |

## Compétition
Le championnat se dispute en une poule unique dans laquelle chaque équipe affronte toutes les autres à domicile et à l'extérieur. Le vainqueur se qualifie pour le tournoi de qualification de la zone UNAF pour la Ligue des champions de la CAF. Les deux dernières équipes sont reléguées. L'Afaq Khénifra se retire de la compétition.

### Classement
| Rang | Équipe                  | Pts | J  | G  | N  | P  | Bp  | Bc | Diff |
| ---- | ----------------------- | --- | -- | -- | -- | -- | --- | -- | ---- |
| 1    | AS FAR T C              | 76  | 26 | 25 | 1  | 0  | 131 | 7  | +124 |
| 2    | Municipale Laâyoune     | 63  | 26 | 20 | 3  | 3  | 63  | 27 | +36  |
| 3    | Sporting Casablanca     | 53  | 26 | 16 | 5  | 5  | 55  | 28 | +27  |
| 4    | Ain Atiq Temara         | 48  | 26 | 15 | 3  | 8  | 49  | 37 | +12  |
| 5    | Chabab Mohammédia       | 39  | 26 | 11 | 6  | 9  | 36  | 40 | -4   |
| 6    | Nassim Sidi Moumen      | 38  | 26 | 11 | 5  | 10 | 43  | 39 | +4   |
| 7    | Assa Zag                | 31  | 26 | 8  | 7  | 11 | 50  | 51 | -1   |
| 8    | Ittihad Riadi de Tanger | 26  | 26 | 7  | 5  | 14 | 30  | 42 | -12  |
| 9    | Raja Ait Iazza          | 26  | 26 | 7  | 6  | 13 | 37  | 61 | -24  |
| 10   | Raja Aïn Harrouda       | 23  | 26 | 7  | 2  | 17 | 33  | 60 | -27  |
| 11   | Jawharat Najm Larache   | 23  | 26 | 4  | 11 | 11 | 28  | 57 | -29  |
| 12   | Atlas 05 Fkih Ben Salah | 23  | 26 | 6  | 5  | 15 | 29  | 63 | -34  |
| 13   | Olympique Khouribga     | 21  | 26 | 5  | 6  | 15 | 26  | 61 | -35  |
| 14   | Chabab Atlas Khénifra   | 19  | 26 | 4  | 7  | 15 | 28  | 64 | -36  |

### Statistiques individuelles
| Rg | Joueuse               | Club                | Buts |
| -- | --------------------- | ------------------- | ---- |
| 1. | Ibtissam Jraidi       | AS FAR              | 31   |
| 2. | Enekia Lunyamila (en) | Assa Zag            | 27   |
| 3. | Agueissa Diarra       | Municipale Laâyoune | 21   |